# Mohelnice (Šumperki járás)
Mohelnice település Csehországban, Šumperki járásban. Mohelnice Bohuslavice, Líšnice, Jestřebí, Moravičany, Lukavice, Pavlov, Loštice, Stavenice, Třeština, Mírov, Krchleby, Borušov, Gruna és Městečko Trnávka településekkel határos. Lakosainak száma 9572 fő (2024. január 1.).

## Népesség
A település lakosságának változását az alábbi diagram mutatja:
| Lakosok száma | 8015 | 7983 | 7845 | 6526 | 8539 | 9847 | 9232 | 9189 | 9103 | 9572 |
|               | 1869 | 1890 | 1921 | 1950 | 1980 | 2001 | 2017 | 2019 | 2022 | 2024 |